# Hívójel (film)
A Hívójel 1979-ben készült, 1980-ban bemutatott színes, magyar filmdráma, amit Nemere László rendezett, Kereszty András irodalmi riportja alapján. Főszereplő: Bencze Ferenc és Juhász Jácint. A filmet az 1968. december 22-i mendei vasúti baleset ihlette, és bár a filmben a baleset dátuma is december 22., és a helyszín is a Budapest–Békéscsaba-vasútvonal, de a cselekményt áthelyezték 1977-be (bár az évszám nem hangzik el a filmben, de említik, hogy az 1923-as születésű Szániel Sándor 54 éves), és a helyszíneknél is fiktív neveket használnak, így lett Sülysápból "Bajsa", Pusztaszentistvánból "Párd", Mendéből "Veregy". A valóságban 43 fő vesztette életét a balesetben, itt a filmben 52 elhunyt személyt említenek. A film egyik jelenetében a balesetről készült helyszíni fénykép-felvételeket is mutatják. A film jeleneteit Budapesten és Veresegyházon forgatták. A restiben a csapossal történő beszélgetős jelenetnél jól látható a "Veresegyház" neonbetűs felirat is.

## Cselekmény
Szániel Sándor 54 éves forgalmi szolgálattevő karácsony előestéjén rossz gombokat nyom meg az állomás új biztosítóberendezésén, és emiatt iszonyú nagy baleset következik be. Dr. Pálos István ügyész próbálja kideríteni, hogy vajon tényleg egyedül Szániel Sándor a felelős a vasúti katasztrófáért.

## A film valós háttere
1968. december 22-én a Mendéhez tartozó Pusztaszentistván megállóhelynél a Békéscsaba felé közlekedő gyorsított személyvonat frontálisan ütközött a vele szemben azonos vágányon haladó Budapest felé közlekedő tehervonattal. A balesetben 43 fő életét vesztette, köztük a személyvonat mozdonyvezetője, és a személyvonat vezetője (ő az első kocsiban utazott), és 60 fő szenvedett kisebb-nagyobb sérüléseket. A vizsgálat során Mende vasútállomás forgalmi szolgálattevőjét, Szántai Ferencet bűnösnek találták, akit el is ítélték, két év után azonban kegyelemben részesült, és szabadon bocsátották.

## Szereplők
- Bencze Ferenc – Szániel Sándor, forgalmista (Szántai Ferenc)
- Juhász Jácint – Dr. Pálos István, ügyész
- Kádár Flóra – Szánielné Gálos Róza
- Horesnyi László – Szániel János
- Deák Sándor – állomásfőnök
- Soós Edit – Annuska, pénztárosnő
- Várhegyi Teréz – forgalmista
- Kátó Sándor – MÁV-igazgató
- Perlaki István – orvos
- Horkai János – főügyész
- Farkas Antal – csapos
- Budai István – rendőrhadnagy
- Edőcs István – teherautósofőr
- Rákosi Mária – takarítónő
- Puskás Tivadar – fiatal rendőr
- Gerbár Tibor – rendőr
- Tarsoly Elemér – utas
- Kalocsai Kiss Ferenc
- Petrozsényi Eszter
- Pogány Margit